# Сивилла Палмифера
«Сивилла Палмифера» — картина английского художника-прерафаэлита Данте Габриэля Россетти, созданная в созданная в период с 1866 по 1870 год. На данный момент произведение находится в собрании Галереи леди Левер.
На картине изображена пророчица Сивилла. Слово «Palmifera» обозначает «несущая пальму»; в руке у героини изображён пальмовый лист. Сама по себе пальма и бабочки могут символизировать духовное начало, также цветочный символизм несут в себе красные розы и маки, маки и череп представляют символы смерти, Сфинкс — символ тайн и загадок. Алджернон Чарльз Суинбёрн полагал, что изображения на барельефах на фоне картины олицетворяют вечную борьбу любви и смерти. Как писал сам Россети, Сивилла должна держать пальму первенства среди его работ и «занимать главенствующее место среди его красавиц», поэтому он дал её такое название. Основные три цвета картины — красный, зелёный и золотой; Суинбёрн писал, что работа с цветом на картине сходна с венецианским стилем и является своеобразным знаком почтения Тициану.
«Сивилла Палмифера» составляет диптих с другим произведением Россетти «Леди Лилит». Первая олицетворяет духовную красоту, вторая — телесную; соответствующие сонеты авторства самого Россетти — «Красота души» и «красота тела» начертаны на рамах картин. Картины и сонеты в парах были впервые опубликованы вместе Алджерноном Чарльзом Суинбёрном в 1868 году. В 1870 стихотворения были опубликованы в сборнике Россетти «Сонеты для картин». В 1881 году Россетти переименовал сонет «Лилит» в «Красоту тела» и опубликовал два сонета рядом в книге «Дом жизни» тем самым напрямую объединив пару контрастных произведений Россетти.
Натурщицей для картины (как и для «Леди Лилит») была Алекса Уайлдинг. В 1865 году картину заказал Джордж Рей; Россетти трудился над ней в течение нескольких лет с перерывами, затруднения вызывал фон, который в одном из писем художник назвал «путаницей», отвлекающей внимания от героини. Фредерик Лейланд заказал для себя копию картины и передал Россетти задаток в 200 гиней, но она не была завершена.